# Islam w Kosowie
Islam w Kosowie – dominująca wspólnota religijna wyznania muzułmańskiego, działająca w Kosowie, szacowana na 90% całej populacji tego państwa.

## Historia

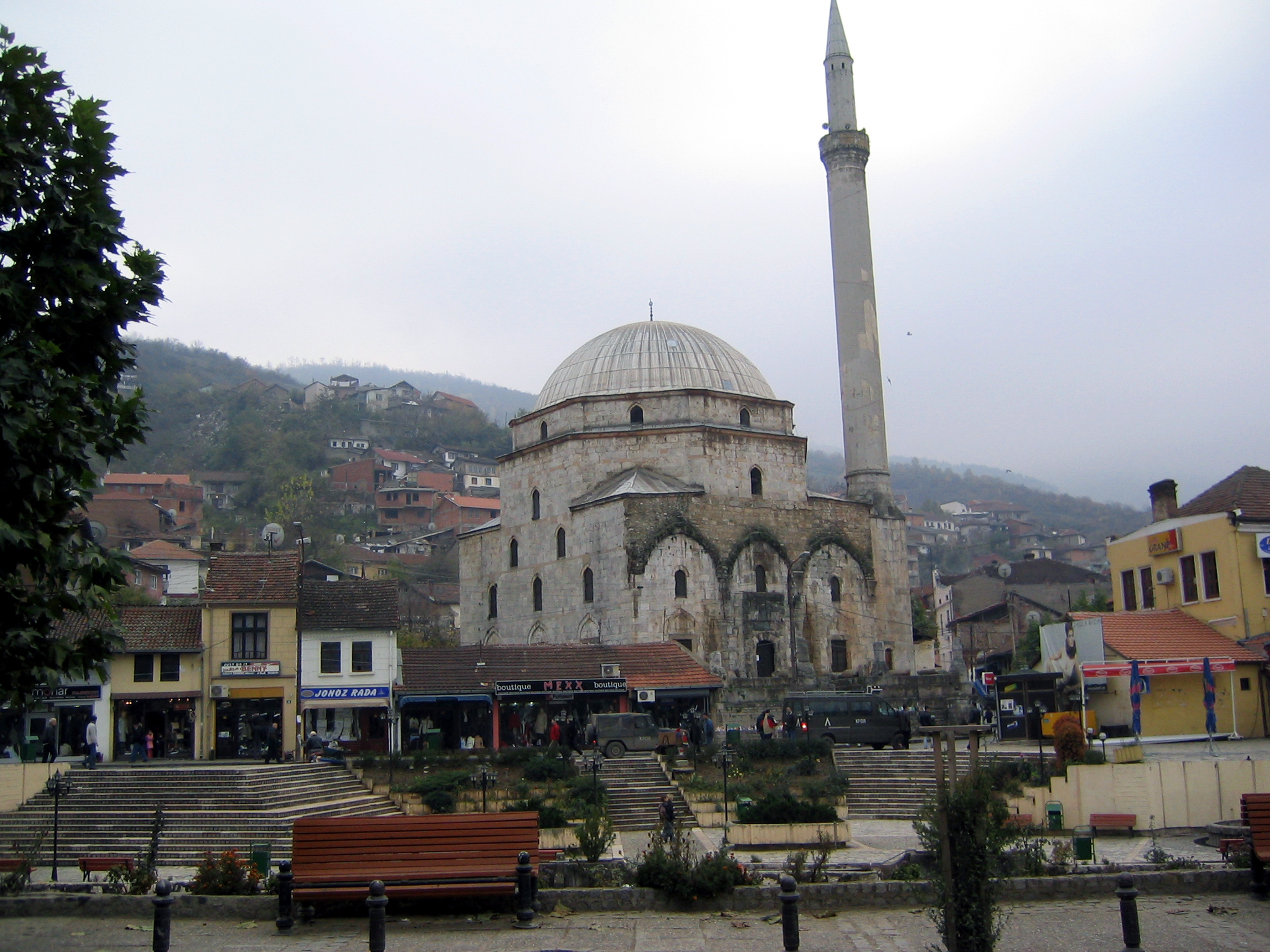
Meczet Sinana Paszy w Prizrenie.

Islam w Kosowie pojawił się wraz z inwazją Turków osmańskich na Bałkany. Do XVI w. skala islamizacji Kosowa była relatywnie niewielka, a większość muzułmanów mieszkała w miastach (Prisztina, Prizren). Presja podatkowa spowodowała, że skala konwersji na islam zwiększyła się pod koniec XVI w. Istotną rolę odegrał także wpływ bektaszytów, którzy propagowali religię łączącą elementy islamskie i chrześcijańskie. Pod koniec XVII w. nastąpiła masowa migracja ludności katolickiej z dzisiejszej północnej Albanii w kierunku Kosowa. Ci, którzy osiedlili się w rejonie Pecia zostali zmuszeni do przejścia na islam.
W Kosowie upowszechniło się zjawisko kryptochrześcijaństwa. Znaczna część wyznawców islamu nadal w domach praktykowała religię chrześcijańską. Od 1703 kościelne dekrety zakazywały kryptochrześcijaństwa.
W czasach socjalistycznej Jugosławii muzułmanie z Kosowa wchodzili w skład Islamskiej Wspólnoty Wyznaniowej Jugosławii, z siedzibą w Sarajewie. W 1993 Islamska Wspólnota Kosowa zadeklarowała swoją niezależność. Statut wspólnoty określił sposób wyboru Wielkiego Muftiego przez ciało złożone z 27 przedstawicieli wspólnoty. Wspólnota sprawowała nadzór nad 660 obiektami religijnymi. Zaplecze intelektualne wspólnoty stanowił Wydział Studiów Islamskich, działający od 1992 w Prisztinie oraz medresa Alauddin.
W czasie wojny domowej w Kosowie w 1999 zostało zniszczonych 218 spośród 540 meczetów działających w Kosowie, w ramach działań zmierzających do usunięcia śladów kultury osmańskiej. W odpowiedzi radykalni muzułmanie albańscy zniszczyli kilkadziesiąt świątyń chrześcijańskich w Kosowie. Dopiero w sierpniu 1999 zaprzestano takich działań.

## Społeczność muzułmańska w Kosowie

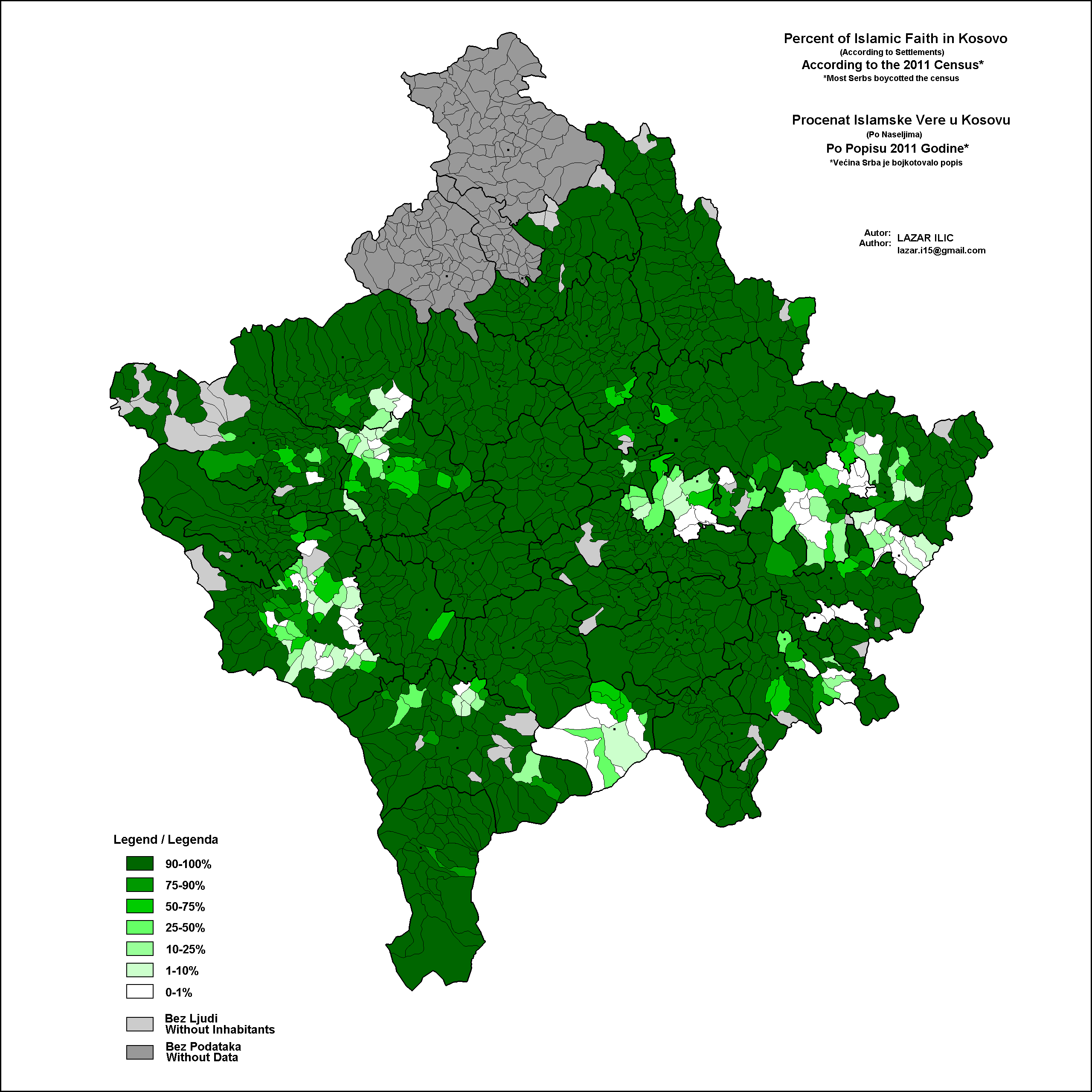
Rozmieszczenie ludności muzułmańskiej w Kosowie (2011).

Po rozpadzie Jugosławii, kierownictwo nad społecznością muzułmańską w Kosowie przejęła Islamska Wspólnota Kosowa (alb. Bashkësia Islame e Kosovës), którą kieruje Wielki Mufti (obecnie jest nim Naim Tërnava). Według spisu ludności z 2011 ponad 95% ludności Kosowa deklaruje się jako muzułmanie. Większość z nich nie praktykuje deklarowanej religii. Większość spośród kosowskich muzułmanów stanowią Albańczycy, ale z islamem w Kosowie identyfikują się także Turcy, Romowie, Boszniacy i Goranie.
Dzięki pomocy Arabii Saudyjskiej udało się odbudować kilka świątyń bektaszyckich (tekke). Zauważalna jest także obecność wahabitów w Kosowie, choć ich wpływy są ograniczone.
Spośród partii działających w Kosowie tylko jedna – Partia Sprawiedliwości (Partia e Drejtësisë) uwzględnia w swoim programie wierność tradycyjnym wartościom muzułmańskim. W 2011 parlament Kosowa uchwalił zakaz noszenia chust muzułmańskich w szkołach i zakaz nauki religii w szkołach państwowych.

## Organizacja wspólnoty
Najważniejszą organizacją reprezentującą muzułmanów w Kosowie pozostaje Islamska Wspólnota Kosowa (Bashkësia Islame e Kosovës), którą kieruje Wielki Mufti (obecnie Naim Tërnava). Część muzułmanów w Kosowie należy do bractw sufickich, z których najliczniejsza jest wspólnota bektaszytów, do niej należy także znaczna część muzułmanów pochodzenia romskiego.

## Kontakty międzywyznaniowe
Długa tradycja kontaktów pomiędzy muzułmanami i katolikami w Kosowie przybrała w 2011 formę regularnych spotkań zwierzchników trzech wspólnot, działających w Kosowie: islamskiej, katolickiej i prawosławnej. Wspólnotę muzułmańską reprezentuje Wielki Mufti.